# 199

## Decese
- 28 iulie: Papa Victor I  (n. ?)
- dată necunoscută: Suro din Geumgwan Gaya  (n. 42)